# Saint-Félix (Charente-Maritime)
Saint-Félix é uma comuna francesa na região administrativa da Nova Aquitânia, no departamento de Charente-Maritime. Estende-se por uma área de 15.23 km². Em 2010 a comuna tinha 308 habitantes (densidade: 20,2 hab./km²).